# متحف ميكولا فيدوروفيتش سومتسوف التاريخي في خاركيف
متحف ميكولا فيدوروفيتش سومتسوف التاريخي في خاركيف (بالأوكرانية: Харківський історичний музей імені М. Ф. Сумцова) أو متحف خاركيف التاريخي (بالأوكرانية: Харківський історичний музей) هو متحف تاريخي يقع في خاركيف، أوكرانيا. وهو مكرس لتاريخ أوكرانيا وثقافتها والأعراق التي تعيش بها.

## تاريخه
تأسس المتحف في 1920 على يد ميكولا سومتسوف [الإنجليزية] باسم متحف سلوبودا أوكرانيا (Музей Слобідської України). حصل المتحف على أفضل المجموعات من متحف جامعة خاركيف ومتحف المدينة للفنون والصناعة [الإنجليزية].
بدأت مجموعة متحف جامعة خاركيف في التراكم في 1804. استُخدمت العناصر الموجودة في متحف جامعة خاركيف لتدريس الطلاب. كانت هذه المجموعة من أولى مجموعات المتاحف في أوكرانيا. تأسس متحف المدينة للفنون والصناعة في 1886. وكانت مجموعته الإثنوغرافية واحدة من أكبر وأفضل متاحف المدينة في الإمبراطورية الروسية. في 1902 انعقد المؤتمر الأثري الوطني في خاركيف. وأُجريت عملية بحث سابقة ضخمة. حيث جُمع عدد كبير من المقتنيات التاريخية والإثنوغرافية والفنية القيمة التي كشفت عن تاريخ وثقافة سكان المنطقة. بالنسبة للمشاركين في المؤتمر، تأسست المعارض لعرض هذه المقتنيات. في وقت لاحق أصبحت معظم الأشياء جزءًا من مجموعة متحف ميكولا سومتسوف خاركيف التاريخي. كانت الحرب العالمية الثانية بمثابة ضربة قوية لمجموعات المتحف. في هذا الوقت خسر جزء كبير من مجموعته.
أُعيد تسمية المتحف على اسم مؤسسه ومديره الأول - ميكولا سومتسوف في 18 يونيو 2015. يحتفظ المتحف اليوم بأهمية خاصة كونه مركز البحث العلمي والمنهجي والثقافي التربوي لمنطقة خاركيف.

## الأقسام
- علم الآثار في منطقة خاركيف
- منطقة خاركيف خلال العصور الوسطى وعصر القوزاق
- التقاليد العرقية لمنطقة خاركيف
- عصر القوزاق في التاريخ الأوكراني
- خاركيف خلال القرن التاسع عشر
- سكان خاركيف على جبهات الحرب العالمية الأولى (1914-1918)
- منطقة خاركيف خلال ثورة 1917 وفترة ما بين الحربين (1917-1940)
- الحرب العالمية الثانية
- خاركيف في العهد السوفيتي 1943-1991
- عملية مكافحة الإرهاب ومنطقة خاركيف

## وصلات خارجية
- الموقع الرسمي لمتحف ميكولا فيدوروفيتش سومتسوف التاريخي
- متحف ميكولا فيدوروفيتش سومتسوف التاريخي في خاركيف  على فيسبوك.